# Klaus Badelt
Klaus Badelt (Francoforte sul Meno, 12 giugno 1967) è un compositore tedesco di colonne sonore per il cinema.
È noto per le sue collaborazioni con Hans Zimmer, di cui è stato aiuto compositore a inizio carriera, contribuendo alla creazione delle musiche di film come Il gladiatore, Il principe d'Egitto e La sottile linea rossa. Anche la più famosa delle sue colonne sonore "in proprio", quella del film La maledizione della prima luna, è in realtà frutto in buona parte del lavoro, non accreditato, di Zimmer.

## Filmografia

### Compositore principale accreditato

#### Cinema
- Der Eisbär, regia di Til Schweiger (1998)
- La promessa (The Pledge), regia di Sean Penn (2001)
- Invincibile (Invincible), regia di Werner Herzog (2001)
- The Time Machine, regia di Simon Wells (2002)
- K-19 (K-19: The Widowmaker), regia di Kathryn Bigelow (2002)
- Equilibrium, regia di Kurt Wimmer (2002)
- La regola del sospetto (The Recruit), regia di Roger Donaldson (2003)
- Ned Kelly, regia di Gregor Jordan (2003)
- Basic, regia di John McTiernan (2003)
- Matrimonio impossibile (The In-Laws), regia di Andrew Fleming (2003)
- La maledizione della prima luna (Pirates of Caribbean: The Curse of the Black Pearl), regia di Gore Verbinski (2003)
- Catwoman, regia di Pitof (2004)
- Constantine, regia di Francis Lawrence (2005)
- The Promise (Wújí), regia di Chen Kaige (2005)
- Solo due ore (16 Blocks), regia di Richard Donner (2006)
- Ultraviolet, regia di Kurt Wimmer (2006)
- Poseidon, regia di Wolfgang Petersen (2006)
- L'alba della libertà (Rescue Dawn), regia di Werner Herzog (2006)
- Premonition, regia di Mennan Yapo (2007)
- TMNT, regia di Kevin Munroe (2007)
- Starship Troopers 3 - L'arma segreta (Starship Troopers 3: Marauder), regia di Edward Neumeier (2008)
- Il Re Scorpione 2 - Il destino di un guerriero (The Scorpion King 2: Rise of Warrior), regia di Russell Mulcahy (2008)
- Anything for Her (Pour elle), regia di Fred Cavayé (2008)
- Killshot, regia di John Madden (2008)
- Solomon Kane, regia di Michael J. Bassett (2009)
- Il piccolo Nicolas e i suoi genitori (Le Petit Nicolas), regia di Laurent Tirard (2009)
- Il truffacuori (L'Arnacœur), regia di Pascal Chaumeil (2010)
- Un perfetto gentiluomo (The Extra Man), regia di Shari Springer Berman e Robert Pulcini (2010)
- L'immortale (L'Immortel), regia di Richard Berry (2010)
- Shanghai, regia di Mikael Håfström (2010)
- Point Blank (À bout portant), regia di Fred Cavayé (2010)
- Dylan Dog - Il film (Dylan Dog: Dead of Night), regia di Kevin Munroe (2010)
- Seven Days in Utopia, regia di Matthew Dean Russell (2011)
- Scusa, mi piace tuo padre (The Oranges), regia di Julian Farino (2011)
- Rebellion - Un atto di guerra (L'Ordre et la Morale), regia di Mathieu Kassovitz (2011)
- La Guerre des boutons, regia di Yann Samuell (2011)
- Asterix & Obelix al servizio di Sua Maestà (Astérix & Obélix: Au service de sa Majesté), regia di Laurent Tirard (2012)
- Un piano perfetto (Un plan parfait), regia di Pascal Chaumeil (2012)
- Supercondriaco - Ridere fa bene alla salute (Supercondriaque), regia di Dany Boon (2014)
- Un amico molto speciale (Le Père Noël), regia di Alexandre Coffre (2014)
- Queen of the Desert, regia di Werner Herzog (2015)
- Un tirchio quasi perfetto (Radin!), regia di Fred Cavayé (2016)
- Ballerina, regia di Éric Summer ed Éric Warin (2016)
- The Warriors Gate, regia di Mathias Hoene (2016)
- Kūkai, regia di Chen Kaige (2017)